# CCTV-5
CCTV-5 is de vijfde zender van de Chinese staatstelevisie China Central Television. De zender houdt zich vooral bezig met sport. De zender begon op 1 januari 1995 met uitzenden. De zender is ook in HD beschikbaar.

## Programma's

### Nieuws
- Ochtendsport 《体育晨报》
- Snelle sportnieuws 《体坛快讯》
- Sportnieuws 《体育新闻》
- Sportwereld 《体育世界》
- Sportverslaggevers 《体育报道》

### Sportevenementen
- Chinese Basketball Association
- NBA alleen wedstrijden met de spelers Yao Ming en Yi Jianlian
- International Table Tennis Federation (ITTF)
- Chinese nationale teams zoals voetbal en volleybal
- Olympische Spelen
- Aziatische Spelen